# جاستن فليتشير
جاستن فليتشير (بالإنجليزية: Justin Fletcher)‏ هو لاعب هوكي الجليد أمريكي، ولد في 30 مارس 1983 في ماريفيل في الولايات المتحدة.

## وصلات خارجية
- جاستن فليتشير على موقع دوري الهوكي الوطني (الإنجليزية)
- جاستن فليتشير على موقع EliteProspects.com (الإنجليزية)
- جاستن فليتشير على موقع HockeyDB.com (الإنجليزية)